# Et un jour, une femme
 (avril 2020).
Singles de Florent Pagny
Jolie môme
(1999) Châtelet les Halles
(2000)
Pistes de Châtelet les Halles
La Solitude
(7) Dix choses
(9)
Et un jour, une femme est une chanson écrite par Lionel Florence, composée par Pascal Obispo et interprétée par Florent Pagny sortie en tant que premier single de l'album Châtelet les Halles en 2000.
La chanson intègre le classement des ventes en France durant vingt-et-une semaines consécutives (du 28 octobre 2000 au 16 mars 2001) et atteint la 5e place dès la première semaine. En 2012, elle s'est reclassée en 163e position des singles les plus téléchargés.
Elle atteint également la 2e place des ventes en Belgique en décembre 2000.

## Liste des titres
| CD single | CD single             | CD single                      | CD single     | CD single | CD single | CD single | CD single | CD single | CD single |
| No        | Titre                 | Auteur                         | Producteur(s) | Durée     |           |           |           |           |           |
| --------- | --------------------- | ------------------------------ | ------------- | --------- | --------- | --------- | --------- | --------- | --------- |
| 1.        | Et un jour, une femme | Lionel Florence, Pascal Obispo | Pascal Obispo | 5:20      |           |           |           |           |           |
| 2.        | Dix choses            | Marc Estève, Art Mengo         | Art Mengo     | 4:09      |           |           |           |           |           |
| 9:29      |                       |                                |               |           |           |           |           |           |           |

## Classements
| Classement (2000-2001)                  | Meilleure position |
| --------------------------------------- | ------------------ |
| Belgique (Wallonie Ultratop 50 Singles) | 2                  |
| France (SNEP)                           | 5                  |

| Classement (2012) | Meilleure position |
| ----------------- | ------------------ |
| France (SNEP)     | 163                |